# Himantolophus mauli
Himantolophus mauli — вид вудильникоподібних риб родини Himantolophidae. Це морський, батипелагічний вид. Поширений на сході Атлантичного океану біля берегів Мадейри та Ісландії на глибині 400—750 м. Тіло завдовжки до 21,5 см.